# ミッキーのハワイ旅行
『ミッキーのハワイ旅行』（ミッキーのハワイりょこう、原題：Hawaiian Holiday）は、ウォルト・ディズニー・プロダクション（現：ウォルト・ディズニー・カンパニー）が製作した1937年9月24日公開のアニメーション短編映画作品である。この作品はミッキーマウスの短編映画シリーズの一部である。

## あらすじ
ハワイへバカンスにやってきたミッキーマウスたち。ミッキーとドナルドダックのウクレレに合わせてフラダンスを楽しむミニーマウス。グーフィーはサーフィンに挑戦するものの、波に玩ばれてしまう始末。ミッキーの飼い犬のプルートはヒトデ、貝、カニとじゃれる。

## スタッフ
- 製作：ウォルト・ディズニー
- 音楽：ポール・J・スミス
- 監督：ベン・シャープスティーン

## キャスト
| キャラクター   | 原語版                 | 日本テレビ版 | ポニー・バンダイ版 | BVHE旧版 | BVHE新版 |
| -------------- | ---------------------- | ------------ | ------------------ | -------- | -------- |
| ミッキーマウス | -                      | -            | -                  | 納谷六朗 | -        |
| ミニーマウス   | マーセリット・ガーナー | ?            | 下川久美子         | 水谷優子 | 水谷優子 |
| ドナルドダック | クラレンス・ナッシュ   | 緒方賢一     | 関時男             | 山寺宏一 | 山寺宏一 |
| グーフィー     | ピント・コルヴィッグ   | 八奈見乗児   | 小山武宏           | 島香裕   | 島香裕   |
| ナレーション   | -                      | -            | 江原正士           | -        | -        |

## 日本での公開

### 収録
- 『We Love ディズニー!! ディズニーの楽しいアニメ50年』（VHS・LD、バンダイ、旧吹き替え版）
- 『夢と魔法の宝石箱 ミッキーとミニー』（VHS、DHV Japan, Ltd.、新吹き替え版）
- 『Disneyゆかいな仲間たち ハロー！ミッキー』（VHS、ブエナ ビスタ ホーム エンターテイメント、新吹き替え版）
- 『みんなだいすき ミッキー!』（VHS・DVD、ブエナ ビスタ ホーム エンターテイメント、新吹き替え版）
- 『ミッキーマウス／カラー・エピソード Vol.1 限定保存版』（DVD、ブエナ ビスタ ホーム エンターテイメント、新吹き替え版）